# HD 70642
좌표:  08h 21m 28.1361s, −39° 42′ 19.474″

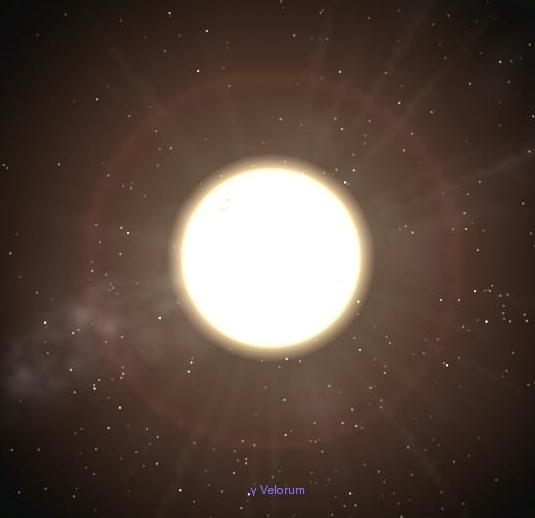

HD 70642는 고물자리 방향으로 지구로부터 약 92 광년 떨어져 있는 G형 주계열성이다. 이 별은 태양과 거의 질량과 반지름이 같으나, 약간 더 덜 뜨겁고 덜 밝다. 대기 내 수소에 대비한 금속의 비율은 태양보다 더 높다.

## 행성계[2]
2003년 이 별 주위를 긴 공전 주기를 갖고 도는 외계 행성 하나가 발견되었다. 공전 궤도의 이심률은 0.034이며 항성과의 거리는 3.232 천문단위이다. 항성의 밝기가 태양과 비슷하여 생명체 거주 가능 영역에도 태양계와 비슷하다.(1 천문단위 내외) 발견된 행성은 이 행성계의 1 천문단위 거리에 지구와 비슷한 행성이 안정적으로 존재하도록 만들어 준다. 이런 면에서 HD 70642 계는 지금까지 발견된 외계 행성계들 중 태양계와 가장 비슷한 조건이라고 할 수 있다.
| 동반 천체 (가까운 천체 순) | 질량 (MJ)    | 공전주기 (일) | 공전궤도 반지름 (AU) | 이심률        |
| -------------------------- | ------------ | ------------- | -------------------- | ------------- |
| b                          | ≥1.97 ± 0.18 | 2068 ± 39     | 3.23 ± 0.19          | 0.034 ± 0.043 |

## 같이 보기
- 글리제 777
- HD 28185
- 테이블산자리 파이